# Lửa Phật
Lửa Phật (tựa tiếng Anh: Once Upon a Time in Vietnam) là một bộ phim điện ảnh Việt Nam do Dustin Nguyễn làm đạo diễn, biên kịch, sản xuất và đóng vai chính. Phim còn có sự tham gia của Ngô Thanh Vân, Thái Hòa và diễn viên Hollywood Roger Yuan.
Lửa Phật được khởi chiếu vào ngày 22 tháng 8 năm 2013, đây còn được biết là bộ phim hành động giả tưởng đầu tiên của Việt Nam.

## Nội dung
Ông Đạo là một người có võ công cao cường, từng làm tướng quân trong quân đội. Sau khi giúp vua đánh đuổi giặc ngoại xâm, ông rời khỏi quân ngũ và đi tìm một cuộc sống bình yên.
Ông Đạo chạy xe môtô suốt quãng đường xa rồi dừng chân tại một ngôi làng. Ở ngôi làng này, ông gặp lại Ánh – người yêu cũ của ông – hiện giờ đã có chồng con. Ông Đạo ở tạm trong nhà của Ánh, dạy võ cho con trai Ánh để cậu bé có thể tự vệ trước đám bạn côn đồ.
Ngay khi đặt chân đến ngôi làng này, ông Đạo vô tình chọc giận bọn giang hồ vùng này, nhưng chúng không làm gì được ông vì ông quá giỏi võ. Ông Tính – chủ của quán bar rất muốn trừng trị ông Đạo.
Ông Tính cho bọn thuộc hạ qua làng bên mời một cao thủ võ thuật đến để trừng trị ông Đạo. Người cao thủ đó lại chính là ông Long, trước đây là bạn thân của ông Đạo và Ánh trong quân đội.
Một trận đấu võ gây cấn diễn ra, ông Đạo và ông Long đánh nhau dữ dội. Ánh cũng lao vào đánh ông Long, hỗ trợ cho ông Đạo. Tuy nhiên ông Long quá mạnh, hai người kia không đánh lại.
Chồng của Ánh chạy ra cũng bị ông Long đánh. Sau đó ông Long định làm hại bé Hùng – con trai Ánh. Bộ phim tiết lộ rằng năm xưa lúc còn trong quân đội, Ánh đã từng ngủ với ông Long để cầu xin ông tha mạng cho một binh sĩ, và bé Hùng chính là con ruột của ông Long.
Bé Hùng tự tạo ra một quả đấm lửa làm ông Long bất ngờ. Ông Long lúc này mới hiểu bé Hùng là con ruột của mình, ông xúc động và tự sát bằng cách thiêu đốt toàn thân mình.
Ông Đạo nhận ra ngôi làng này không còn thích hợp để ông sống, ông quyết định sẽ đi nơi khác. Ông Đạo tạm biệt gia đình Ánh rồi lên xe môtô phóng nhanh ra khỏi ngôi làng.

## Diễn viên
- Dustin Nguyễn vai Đạo
- Ngô Thanh Vân vai Ánh
- Roger Yuan vai Long
- Thái Hòa vai Hiền
- Bé Ben (Nguyễn Hoàng Quân) vai Bé Hùng
- Đinh Ngọc Diệp vai Vân
- Xuân Phát vai Ông Tính
- Hiếu Hiền vai Huy
- Phi Thanh Vân vai Lan
- Jason Ninh Cao vai Tướng quân triều đình
- Bùi Văn Hải vai Lính đào ngũ
- Mỹ Lệ vai Cô giáo
- Kiều Mai Lý vai Bà hàng xóm
- Diễm Trinh vai Bà hàng xóm
- Nguyễn Quang Hiếu vai Nhà sư
- Nguyễn Hậu vai Người đi đường
- Lê Khâm vai Người đi đường

## Âm nhạc
Bài hát chủ đề của bộ phim là bài "Sắc màu" của nhạc sĩ Trần Tiến, được nhạc sĩ Đức Trí phối theo phong cách rock và do ca sĩ Phạm Anh Khoa cùng nhóm nhạc PAK Band thể hiện.

## Phát hành quốc tế
Một đoạn phim quảng bá dài 5 phút của Lửa Phật đã được trình chiếu tại hội chợ Marché du Film, Cannes 2013 vào tháng 5.
Bộ phim cũng đã thực hiện đàm phán để phát hành tại New Zealand, Úc, Đức, Hàn Quốc, Ấn Độ, Thái Lan, Mỹ và Canada. Theo đó, hãng Grindstone Entertainment Group và Lionsgate sẽ hợp tác phát hành Lửa Phật tại thị trường Bắc Mỹ. Splendid Film GmbH sẽ phát hành bộ phim tại Đức, Áo, Alto Adige, Thụy Sĩ, Liechtenstein, Luxembourg, Hà Lan và Bỉ.
Ngoài ra, Lửa Phật cũng đạt được thỏa thuận phát hành với Sonamu Pictures Co., Ltd tại thị trường Hàn Quốc, Pictureworks tại Ấn Độ, Nepal, Bhutan, Bangladesh, Maldives, Pakistan và Sri Landka, Creative Century Entertainment Co., Ltd tại Đài Loan, IPA tại Thái Lan, Incubate Ltd tại Úc và New Zealand. cũng như đang đàm phán tại Anh, Pháp và Brazil.
Tại liên hoan phim East Winds diễn ra từ ngày 31 tháng 10 đến ngày 3 tháng 11, bộ phim được chọn làm phim trình chiếu mở màn.

## Tranh cãi
Sau khi công chiếu, bộ phim đã gây ra những tranh cãi về việc quảng cáo rượu lộ liễu trong phim. Mặc dù vậy, vào ngày 13 tháng 9 năm 2013, thanh tra Bộ Văn hóa, Thể thao và Du lịch đã kết luận bộ phim không phải là sản phẩm quảng cáo nên chưa phải xử lý theo quy định pháp luật.